# Aleksandar Kitinov
Aleksandar Kitinov, né le 13 janvier 1971 à Skopje, est un joueur de tennis macédonien, professionnel entre 1992 et 2003.
Ses performances ont fait de lui le meilleur joueur de l'histoire de son pays.

## Carrière
Aleksandar Kitinov a appris le tennis à l'âge de 5 ans en Australie où son père exerçait comme diplomate.
En simple, il s'est qualifié pour les tournois ATP de Halle en 1995 et de Dubaï en 1998. Joueur très prolifique, il a joué pas moins de 40 tournois lors de la saison 1999 sur 45 possible.
En 1997, pour sa première participation à un Masters 1000, il est demi-finaliste du Masters du Canada avec Jeff Salzenstein. Il est aussi quart de finaliste à Stuttgart en octobre avec Libor Pimek. En Grand Chelem, son meilleur résultat est un huitième de finale au tournoi de Wimbledon 2001 avec Nenad Zimonjić.
Il compte 12 titres sur le circuit Challenger, le premier acquis à Ostende en 1995 et le dernier à Hambourg en 2003. Il a perdu en outre 23 finales.
Il a représenté la Yougoslavie en Coupe Davis en février 1992 lors de la dernière rencontre jouée par le pays avant son retrait en raison de la guerre sur un terrain neutre à Chypre face à l'Australie. Il fait partie en 1995 de la première équipe de Macédoine de Coupe Davis mais ne jouera aucun autre match les années suivantes.

## Palmarès

### Titres en double messieurs
| No | Date       | Nom et lieu du tournoi                | Catégorie    | Dotation  | Surface         | Partenaire      | Finalistes                       | Score             |          |
| -- | ---------- | ------------------------------------- | ------------ | --------- | --------------- | --------------- | -------------------------------- | ----------------- | -------- |
| 1  | 08-09-1997 | Bournemouth International Bournemouth | World Series | 375 000 $ | Terre (ext.)    | Kent Kinnear    | Alberto Martín Chris Wilkinson   | 7-6, 6-2          |          |
| 2  | 04-10-1999 | Davidoff Swiss Indoors Basel Bâle     | Int' Series  | 975 000 $ | Moquette (int.) | Brent Haygarth  | Jiří Novák David Rikl            | 0-6, 6-4, 7-5     | Parcours |
| 3  | 10-09-2001 | Gelsor Open Romania Bucarest          | Int' Series  | 375 000 $ | Terre (ext.)    | Johan Landsberg | Pablo Albano Marc-Kevin Goellner | 6-4, 65-7, [10-6] | Parcours |

### Finales en double messieurs
| No | Date       | Nom et lieu du tournoi                              | Catégorie    | Dotation  | Surface      | Vainqueurs                     | Partenaire     | Score          |          |
| -- | ---------- | --------------------------------------------------- | ------------ | --------- | ------------ | ------------------------------ | -------------- | -------------- | -------- |
| 1  | 07-07-1997 | Miller Lite Hall of Fame Championships Newport (RI) | World Series | 255 000 $ | Gazon (ext.) | Justin Gimelstob Brett Steven  | Kent Kinnear   | 6-3, 6-4       |          |
| 2  | 08-02-1999 | Sybase Open San José                                | Int' Series  | 325 000 $ | Dur (int.)   | Todd Woodbridge Mark Woodforde | Nenad Zimonjić | 7-5, 63-7, 6-4 |          |
| 3  | 05-07-1999 | Suisse Open Gstaad                                  | Int' Series  | 525 000 $ | Terre (ext.) | Donald Johnson Cyril Suk       | Eric Taino     | 7-5, 7-64      |          |
| 4  | 19-07-1999 | MercedesCup Stuttgart                               | Series Gold  | 915 000 $ | Terre (ext.) | Jaime Oncins Daniel Orsanic    | Jack Waite     | 6-2, 6-1       | Parcours |

## Résultats dans les tournois du Grand Chelem

### En double
| Année | Open d'Australie             | Open d'Australie         | Internationaux de France       | Internationaux de France | Wimbledon                    | Wimbledon                | US Open                      | US Open                  |
| ----- | ---------------------------- | ------------------------ | ------------------------------ | ------------------------ | ---------------------------- | ------------------------ | ---------------------------- | ------------------------ |
| 1996  | 1er tour (1/32) C. Ferreira  | S. Draper J. Stoltenberg | —                              | —                        | 1er tour (1/32) G. Mandl     | J. Grabb R. Reneberg     | —                            | —                        |
| 1997  | 2e tour (1/16) N. Djordjevic | M. Damm A. Olhovskiy     | 1er tour (1/32) G. Van Emburgh | E. Ferreira P. Galbraith | 2e tour (1/16) K. Kinnear    | R. Leach J. Stark        | 1er tour (1/32) W. Arthurs   | M. Bhupathi L. Paes      |
| 1998  | 2e tour (1/16) D. Adams      | L. Hewitt Luke Smith     | 2e tour (1/16) T. Vanhoudt     | P. Galbraith B. Steven   | 2e tour (1/16) P. Vizner     | N. Kulti D. Macpherson   | 1er tour (1/32) P. Rosner    | C. Haggard J. Waite      |
| 1999  | 2e tour (1/16) M. Kohlmann   | L. Arnold Ker P. Vizner  | 1er tour (1/32) L. Arnold Ker  | P. Haarhuis J. Palmer    | 1er tour (1/32) F. Montana   | A. Florent D. Macpherson | 1er tour (1/32) J. Waite     | J-M. Gambill A. Peterson |
| 2000  | 1er tour (1/32) L. Manta     | N. Marques T. Vanhoudt   | 1er tour (1/32) F. Bergh       | J. Novák D. Rikl         | 1er tour (1/32) D. Vemić     | M. Llodra D. Nargiso     | 1er tour (1/32) J. Siemerink | R. Federer A. Kratzmann  |
| 2001  | 1er tour (1/32) B. Elwood    | M. Knowles B. MacPhie    | 2e tour (1/16) Sprengelmeyer   | M. Mirnyi D. Prinosil    | 1/8 de finale Z. Zimonjić    | J. Novák D. Rikl         | 2e tour (1/16) J. Weir Smith | M. Knowles B. MacPhie    |
| 2002  | 1er tour (1/32) J. Landsberg | M. Llodra F. Santoro     | 1er tour (1/32) J. Landsberg   | Rick Leach B. MacPhie    | 1er tour (1/32) J. Landsberg | J. Blake A. Kratzmann    | 1er tour (1/32) L. Zovko     | Bob Bryan Mike Bryan     |

N.B. : le nom du ou de la partenaire se trouve sous le résultat ; le nom des ultimes adversaires se trouve à droite.

### En double mixte
| Année | Open d'Australie             | Open d'Australie          | Internationaux de France       | Internationaux de France  | Wimbledon                      | Wimbledon                   | US Open                 | US Open                   |
| ----- | ---------------------------- | ------------------------- | ------------------------------ | ------------------------- | ------------------------------ | --------------------------- | ----------------------- | ------------------------- |
| 1997  | -                            | -                         | -                              | -                         | 1er tour (1/32) A. Olsza       | Tina Križan Wayne Arthurs   | 2e tour (1/8) N. Miyagi | Lisa Raymond P. Galbraith |
| 1998  | 1/4 de finale E. Melicharová | Helena Suková Cyril Suk   | 1er tour (1/32) E. Melicharová | E. Tatarkova A. Kratzmann | 1er tour (1/32) E. Melicharová | Laura Golarsa Kevin Ullyett | -                       | -                         |
| 1999  | -                            | -                         | 1er tour (1/32) H. Vildová     | M. Oremans Nicklas Kulti  | 1er tour (1/32) N. Miyagi      | M. de Swardt David Adams    | -                       | -                         |
| 2000  | 1er tour (1/16) T. Križan    | K. Schlukebir B. Haygarth | 1er tour (1/32) K. Kschwendt   | Jelena Dokić S. Humphries | 1er tour (1/64) S. Krivencheva | T. Garbin D. Nargiso        | -                       | -                         |
| 2002  | -                            | -                         | -                              | -                         | 1er tour (1/32) M. Matevžič    | De Villiers Simon Aspelin   | -                       | -                         |

Sous le résultat, le partenaire ; à droite, l’ultime équipe adverse.